# Veľký Klíž
Veľký Klíž (Hongaars: Nagykolos) is een Slowaakse gemeente in de regio Trenčín, en maakt deel uit van het district Partizánske.
Veľký Klíž telt 914 inwoners.